# UCI Europa Tour 2019
L'UCI Europa Tour 2019 és la quinzena edició de l'UCI Europa Tour, un dels cinc circuits continentals de ciclisme de la Unió Ciclista Internacional. Està format per unes 300 proves, organitzades del 31 de gener al 21 d'octubre de 2019 a Europa.

## Evolució del calendari

### Gener
| Data | Cursa                                       | País    | Cat. | Vencedor      | Equip   |
| ---- | ------------------------------------------- | ------- | ---- | ------------- | ------- |
| 31   | Trofeu Porreres-Felanitx-Ses Salines-Campos | Espanya | 1.1  | Jesús Herrada | Cofidis |

### Febrer
| Data  | Cursa                            | País      | Cat. | Vencedor           | Equip                         |
| ----- | -------------------------------- | --------- | ---- | ------------------ | ----------------------------- |
| 1     | Trofeu Andratx Lloseta           | Espanya   | 1.1  | Emanuel Buchmann   | Bora-Hansgrohe                |
| 2     | Trofeu de Tramuntana Soller-Deia | Espanya   | 1.1  | Tim Wellens        | Lotto-Soudal                  |
| 3     | Trofeu Palma                     | Espanya   | 1.1  | Marcel Kittel      | Katusha-Alpecin               |
| 3     | Gran Premi La Marseillaise       | França    | 1.1  | Anthony Turgis     | Direct Énergie                |
| 6-10  | Volta a la Comunitat Valenciana  | Espanya   | 2.1  | Ion Izagirre       | Astana                        |
| 7-10  | Étoile de Bessèges               | França    | 2.1  | Christophe Laporte | Cofidis                       |
| 9     | Gran Premi Gazipasa              | Turquia   | 1.2  | Branislau Samoilau | Minsk CC                      |
| 10    | Gran Premi Alanya                | Turquia   | 1.2  | Lucas Carstensen   | Bike Aid                      |
| 14-17 | Tour La Provence                 | França    | 2.1  | Gorka Izagirre     | Astana                        |
| 15-16 | Volta a Múrcia                   | Espanya   | 1.1  | Luis León Sánchez  | Astana                        |
| 17    | Clàssica d'Almeria               | Espanya   | 1.HC | Pascal Ackermann   | Bora-Hansgrohe                |
| 17    | Trofeu Laigueglia                | Itàlia    | 1.HC | Simone Velasco     | Neri Sottoli-Selle Italia-KTM |
| 20-24 | Volta a l'Algarve                | Portugal  | 2.HC | Tadej Pogačar      | UAE Emirates                  |
| 20-24 | Volta a Andalusia                | Espanya   | 2.HC | Jakob Fuglsang     | Astana                        |
| 21-24 | Tour d'Antalya                   | Turquia   | 2.2  | Szymon Rekita      | Leopard Pro Cycling           |
| 22-24 | Tour de l'Alt Var                | França    | 2.1  | Thibaut Pinot      | Groupama-FDJ                  |
| 24    | Gran Premi Slovenian Istria      | Eslovènia | 1.2  | Marko Kump         | Adria Mobil                   |

### Març
| Data  | Cursa                                                 | País          | Cat. | Vencedor              | Equip                   |
| ----- | ----------------------------------------------------- | ------------- | ---- | --------------------- | ----------------------- |
| 2     | Faun Environnement-Classic de l'Ardèche Rhône Crussol | França        | 1.1  | Lilian Calmejane      | Direct Énergie          |
| 3     | Royal Bernard Drôme Classic                           | França        | 1.1  | Alexis Vuillermoz     | AG2R La Mondiale        |
| 3     | Kuurne-Bruxelles-Kuurne                               | Bèlgica       | 1.HC | Bob Jungels           | Deceuninck-Quick Step   |
| 3     | Gran Premi de Rodes                                   | Grècia        | 1.2  | Dušan Rajović         | Adria Mobil             |
| 5     | Le Samyn                                              | Bèlgica       | 1.1  | Florian Sénéchal      | Deceuninck-Quick Step   |
| 6     | Umag Trophy                                           | Croàcia       | 1.2  | Alois Kaňkovský       | Elkov-Author            |
| 8-10  | Volta a Rodes                                         | Grècia        | 2.2  | Martijn Budding       | BEAT Cycling Club       |
| 9     | Trofej Pore-Pore Trophy                               | Croàcia       | 1.2  | Fabian Lienhard       | IAM Excelsior           |
| 9     | Gran Premi Velo Alanya                                | Turquia       | 1.2  | Nikolai Shumov        | Minsk CC                |
| 10    | Gran Premi Jean-Pierre Monseré                        | Bèlgica       | 1.1  | Suspesa pel vent      | Suspesa pel vent        |
| 10    | Gran Premi de la indústria i l'artesanat de Larciano  | Itàlia        | 1.HC | Maximilian Schachmann | Bora-Hansgrohe          |
| 10    | Gran Premi Justiniano Hotels                          | Turquia       | 1.2  | Onur Balkan           | Salcano-Sakarya         |
| 10    | Gran Premi de Lillers-Souvenir Bruno Comini           | França        | 1.2  | Suspesa pel vent      | Suspesa pel vent        |
| 10    | Rabobank Dorpenomloop Rucphen                         | Països Baixos | 1.2  | Suspesa pel vent      | Suspesa pel vent        |
| 14-17 | Istarsko Proljee-Istrian Spring Trophy                | Croàcia       | 2.2  | Felix Gall            | Development Team Sunweb |
| 17    | Tour de Drenthe                                       | Països Baixos | 1.HC | Pim Ligthart          | Direct Energie          |
| 17    | Classica da Arrabida-Cyclin'Portugal                  | Portugal      | 1.2  | Jonathan Lastra       | Caja Rural-Seguros RGA  |
| 17    | París-Troyes                                          | França        | 1.2  | Jérémy Cabot          | SCO Dijon               |
| 17    | La Popolarissima                                      | Itàlia        | 1.2  | Nicola Venchiarutti   | Cycling Team Friuli     |
| 20    | Danilith Nokere Koerse                                | Bèlgica       | 1.HC | Cees Bol              | Team Sunweb             |
| 20-24 | Volta a l'Alentejo                                    | Portugal      | 2.2  | João Rodrigues        | W52-FC Porto            |
| 22    | Youngster Coast Challenge                             | Bèlgica       | 1.2U | Niklas Märkl          | Development Team Sunweb |
| 22    | Bredene Koksijde Classic                              | Bèlgica       | 1.HC | Pascal Ackermann      | Bora-Hansgrohe          |
| 24    | Gran Premi de Denain-Porte du Hainaut                 | França        | 1.HC | Mathieu van der Poel  | Corendon-Circus         |
| 25-31 | Tour de Normandia                                     | França        | 2.2  | Ole Forfang           | Joker Fuel of Norway    |
| 27-31 | Setmana Internacional de Coppi i Bartali              | Itàlia        | 2.1  | Lucas Hamilton        | Mitchelton-Scott        |
| 30    | Clàssica Loira Atlàntic                               | França        | 1.1  | Rudy Barbier          | Israel Cycling Academy  |
| 31    | Gran Premi Cholet-País del Loira                      | França        | 1.1  | Marc Sarreau          | Groupama-FDJ            |

### Abril
| Data  | Cursa                                | País                 | Cat. | Vencedor                       | Equip                          |
| ----- | ------------------------------------ | -------------------- | ---- | ------------------------------ | ------------------------------ |
| 3-6   | Giro de Sicília                      | Itàlia               | 2.1  | Brandon McNulty                | Rally UHC Cycling              |
| 5     | Ruta Adélie de Vitré                 | França               | 1.1  | Marc Sarreau                   | Groupama-FDJ                   |
| 5-7   | Triptyque des Monts et Châteaux      | Bèlgica              | 2.2  | Mikkel Bjerg                   | Hagens Berman-Axeon            |
| 6     | Volta Limburg Classic                | Països Baixos        | 1.1  | Patrick Müller                 | Vital Concept-B&B Hotels       |
| 6     | Gran Premi Miguel Indurain           | Espanya              | 1.1  | Jonathan Hivert                | Direct Énergie                 |
| 7     | Volta a La Rioja                     | Espanya              | 1.1  | Suspesa                        | Suspesa                        |
| 7     | Gran Premi Adria Mobil               | Eslovènia            | 1.2  | Marko Kump                     | Adria Mobil                    |
| 7     | Trofeu Piva                          | Itàlia               | 1.2U | Georg Zimmermann               | Tirol-KTM                      |
| 7     | Roue tourangelle                     | França               | 1.1  | Lionel Taminiaux               | Wallonie Bruxelles             |
| 9-12  | Circuit de la Sarthe                 | França               | 2.1  | Alexis Gougeard                | AG2R La Mondiale               |
| 10    | Grote Scheldeprijs                   | Bèlgica              | 1.HC | Fabio Jakobsen                 | Deceuninck-Quick Step          |
| 12-14 | Gran Premi Beiras i Serra da Estrela | Portugal             | 2.1  | Edwin Ávila                    | Israel Cycling Academy         |
| 12-14 | Circuit de les Ardenes               | França               | 2.2  | Alexander Kamp                 | Riwal Readynez                 |
| 13    | Trofeu Edil C                        | Itàlia               | 1.2U | Giovanni Aleotti               | Cycling Team Friuli            |
| 14    | Klasika Primavera                    | Espanya              | 1.1  | Carlos Betancur                | Movistar Team                  |
| 16    | París-Camembert                      | França               | 1.1  | Benoît Cosnefroy               | AG2R La Mondiale               |
| 17    | Fletxa Brabançona                    | Bèlgica              | 1.HC | Mathieu van der Poel           | Corendon-Circus                |
| 17-21 | Tour de Loir-et-Cher                 | França               | 2.2  | Jan Bárta                      | Elkov-Author                   |
| 18-21 | Belgrad-Banja Luka                   | Bòsnia i Hercegovina | 2.1  | Pawel Franczak                 | Vosters Uniwheels Team         |
| 20    | Arno Wallaard Memorial               | Països Baixos        | 1.2  | Alexander Richardson           | Canyon DHB-Bloor Homes         |
| 20    | Lieja-Bastogne-Lieja sub-23          | Bèlgica              | 1.2U | Kevin Vermaerke                | Hagens Berman-Axeon            |
| 20    | Tour de Finisterre                   | França               | 1.1  | Julien Simon                   | Cofidis                        |
| 21    | Trofeu Ciutat de San Vendemiano      | Itàlia               | 1.2U | Andrea Bagioli                 | Colpack                        |
| 22    | Giro del Belvedere                   | Itàlia               | 1.2U | Samuele Battistella            | Dimension Data-Qhubeka         |
| 22    | Tro Bro Leon                         | França               | 1.1  | Andrea Vendrame                | Androni Giocattoli-Sidermec    |
| 22-26 | Tour dels Alps                       | Itàlia               | 2.HC | Pavel Sivakov                  | Team Sky                       |
| 25    | Gran Premi della Liberazione         | Itàlia               | 1.2U | Anul·lada per motius econòmics | Anul·lada per motius econòmics |
| 25-28 | Tour de Mersin                       | Turquia              | 2.2  | Peter Koning                   | Bike Aid                       |
| 25-1  | Tour de Bretanya                     | França               | 2.2  | Lorrenzo Manzin                | Vital Concept                  |
| 26-28 | Volta a Castella i Lleó              | Espanya              | 2.1  | Davide Cimolai                 | Israel Cycling Academy         |
| 27-28 | Tour del Jura                        | França               | 2.2  | Kobe Goossens                  | Lotto-Soudal U23               |
| 28    | Visegrad 4 Bicycle Race-GP Poland    | Polònia              | 1.2  | Alois Kaňkovský                | Elkov-Author                   |
| 28    | Rutland-Melton Cicle Classic         | Regne Unit           | 1.2  | Colin Joyce                    | Rally UHC Cycling              |
| 28    | Giro dels Apenins                    | Itàlia               | 1.1  | Mattia Cattaneo                | Androni Giocattoli-Sidermec    |
| 30-5  | Carpathia Couriers Path              | Polònia              | 2.2U | Marijn van den Berg            | Metec-TKH                      |

### Maig
| Data  | Cursa                                 | País          | Cat. | Vencedor                   | Equip                      |
| ----- | ------------------------------------- | ------------- | ---- | -------------------------- | -------------------------- |
| 1     | Memorial Andrzej Trochanowski         | Polònia       | 1.2  | Alois Kaňkovský            | Elkov-Author               |
| 1     | Gran Premi de Frankfurt sub-23        | Alemanya      | 1.2U | Frederik Madsen            | ColoQuick                  |
| 1-5   | Cinc anells de Moscou                 | Rússia        | 2.2  | Yauhen Sobal               | Minsk CC                   |
| 2-5   | Tour de Mesopotàmia                   | Turquia       | 2.2  | Branislau Samoilau         | Minsk CC                   |
| 2-5   | Tour de Yorkshire                     | Regne Unit    | 2.HC | Christopher Lawless        | Team Ineos                 |
| 3-5   | Volta a Astúries                      | Espanya       | 2.1  | Richard Carapaz            | Movistar Team              |
| 3     | Memorial Roman Siemiński              | Polònia       | 1.2  | Alois Kaňkovský            | Elkov-Author               |
| 4     | Tour d'Overijssel                     | Països Baixos | 1.2  | Nils Eekhoff               | Development Team Sunweb    |
| 4     | Himmerland Rundt                      | Dinamarca     | 1.2  | Niklas Larsen              | ColoQuick                  |
| 5     | Circuit del Porto-Trofeu Arvedi       | Itàlia        | 1.2  | Luca Mozzato               | Dimension Data-Qhubeka     |
| 5     | Skive-Løbet                           | Dinamarca     | 1.2  | Frederik Madsen            | ColoQuick                  |
| 9-12  | Roine-Alps Isera Tour                 | França        | 2.2  | Matthias Krizek            | Felbermayr-Simplon Wels    |
| 10-12 | Volta a la comunitat de Madrid        | Espanya       | 2.1  | Clément Russo              | Arkéa-Samsic               |
| 10-12 | CCC Tour-Grody Piastowskie            | Polònia       | 2.2  | Kamil Małecki              | CCC Development Team       |
| 11    | Scandinavian Race Uppsala             | Suècia        | 1.2  | Rasmus Bøgh Wallin         | Riwal Readynez             |
| 11    | Sundvolden GP                         | Noruega       | 1.2  | Trond Trondsen             | Team Coop                  |
| 11    | Visegrad 4 Bicycle Race-GP Hungary    | Hongria       | 1.2  | Paweł Franczak             | Vosters Uniwheels Team     |
| 11    | PWZ Zuidenveld Tour                   | Països Baixos | 1.2  | Luuc Bugter                | BEAT Cycling Club          |
| 11    | Minsk Cup                             | Belarús       | 1.2  | Yauheni Karaliok           | Belarús                    |
| 12    | Gran Premi del Somme                  | França        | 1.2  | Lorrenzo Manzin            | Vital Concept-B&B Hotels   |
| 12    | Fletxa de les Ardenes                 | Bèlgica       | 1.2  | Simon Pellaud              | IAM Excelsior              |
| 12    | Gran Premi de la Indústria del marbre | Itàlia        | 1.2U | Patrick Gamper             | Tirol-KTM                  |
| 12    | Visegrad 4 Bicycle Race-GP Slovakia   | Eslovàquia    | 1.2  | Alois Kaňkovský            | Elkov-Author               |
| 12    | Ringerike GP                          | Noruega       | 1.2  | Kristoffer Skjerping       | Uno-X Norwegian            |
| 14-19 | Quatre dies de Dunkerque              | França        | 2.HC | Mike Teunissen             | Team Jumbo-Visma           |
| 17-19 | Volta a Aragó                         | Espanya       | 2.1  | Eduard Prades              | Team Movistar              |
| 17-19 | Tour del Mar Negre                    | Turquia       | 2.2  | Onur Balkan                | Salcano Sakarya BB Team    |
| 17-19 | Tour d'Eure-et-Loir                   | França        | 2.2  | Luuc Bugter                | BEAT Cycling Club          |
| 19    | Gran Premi Criquielion                | Bèlgica       | 1.2  | Arne Marit                 | Lotto-Soudal U23           |
| 19-26 | Rás Tailteann                         | Irlanda       | 2.2  | Retirada del calendari UCI | Retirada del calendari UCI |
| 22-26 | Baltyk-Karkonosze Tour                | Polònia       | 2.2  | Kamil Małecki              | CCC Development Team       |
| 23    | Chabany Race                          | Ucraïna       | 1.2  | Andriy Vasylyuk            | Kyiv Capital Team          |
| 23-25 | Volta a Estònia                       | Estònia       | 2.1  | Mihkel Räim                | Israel Cycling Academy     |
| 23-26 | Ronda de l'Isard                      | França        | 2.2U | Andrea Bagioli             | Colpack                    |
| 24    | Horizon Park Race for Peace           | Ucraïna       | 1.2  | Yauhen Sobal               | Minsk CC                   |
| 24-26 | Tour de l'Ain                         | França        | 2.1  | Thibaut Pinot              | Groupama-FDJ               |
| 24-26 | À travers les Hauts-de-France         | França        | 2.2  | Ethan Hayter               | Regne Unit sub-23          |
| 24-26 | Hammer Stavanger                      | Noruega       | 2.1  |                            | Team Jumbo-Visma           |
| 25    | Horizon Park Race Maidan              | Ucraïna       | 1.2  | Uladzislau Tsimoshyk       | Belarús                    |
| 26    | Horizon Park Race Classic             | Ucraïna       | 1.2  | Andriy Vasylyuk            | Hurom                      |
| 26    | Gran Premi Marcel Kint                | Bèlgica       | 1.1  | Bryan Coquard              | Vital Concept-B&B Hotels   |
| 28-2  | Volta a Noruega                       | Noruega       | 2.HC | Alexander Kristoff         | UAE Team Emirates          |
| 29-2  | Fletxa del Sud                        | Luxemburg     | 2.2  | Quinten Hermans            | Telenet-Fidea Lions        |
| 30    | Circuit de Valònia                    | Bèlgica       | 1.1  | Thomas Boudat              | Total Direct Énergie       |
| 31-2  | Tour de la Mirabelle                  | França        | 2.2  | Simon Pellaud              | IAM Excelsior              |
| 31-2  | Szlakiem Walk Majora Hubala           | Polònia       | 2.1  | Maciej Paterski            | Wibatech Merx 7R           |

### Juny
| Data  | Cursa                                                             | País          | Cat. | Vencedor              | Equip                               |
| ----- | ----------------------------------------------------------------- | ------------- | ---- | --------------------- | ----------------------------------- |
| 1     | Gran Premi de Plumelec-Morbihan                                   | França        | 1.1  | Benoît Cosnefroy      | AG2R La Mondiale                    |
| 2     | París-Roubaix sub-23                                              | França        | 1.2U | Thomas Pidcock        | Wiggins Le Col                      |
| 2     | Volta a Colònia                                                   | Alemanya      | 1.1  | Baptiste Planckaert   | Wallonie Bruxelles                  |
| 2     | Boucles de l'Aulne-Châteaulin                                     | França        | 1.1  | Alexis Gougeard       | AG2R La Mondiale                    |
| 2     | Trofeu Alcide Degasperi                                           | Itàlia        | 1.2  | Ben Hill              | Ljubljana Gusto Santic              |
| 2     | Odessa Grand Prix                                                 | Ucraïna       | 1.2  | Matvey Nikitin        | Astana City                         |
| 5-9   | Volta a Sèrbia                                                    | Sèrbia        | 2.2  | Anul·lada             | Anul·lada                           |
| 5-9   | Skoda-Tour de Luxemburg                                           | Luxemburg     | 2.HC | Jesús Herrada         | Cofidis                             |
| 6-9   | Boucles de la Mayenne                                             | França        | 2.1  | Thibault Ferasse      | Natura4Ever-Roubaix-Lille Métropole |
| 7-9   | Hammer Limburg                                                    | Països Baixos | 2.1  | Deceuninck-Quick Step | Deceuninck-Quick Step               |
| 7-9   | Tour de Bihor-Bellotto                                            | Romania       | 2.1  | Daniel Muñoz          | Androni Giocattoli-Sidermec         |
| 8     | A través de les Ardenes flamenques                                | Bèlgica       | 1.1  | Anul·lada             | Anul·lada                           |
| 9     | Memorial Philippe Van Coningsloo                                  | Bèlgica       | 1.2  | Gerben Thijssen       | Lotto-Soudal                        |
| 9     | Copa de la Pau                                                    | Itàlia        | 1.2  | Georg Zimmermann      | Tirol-KTM                           |
| 9     | Gran Premi de Lugano                                              | Suïssa        | 1.1  | Diego Ulissi          | UAE Team Emirates                   |
| 11    | Bursa Orhangazi Race                                              | Turquia       | 1.2  | Onur Balkan           | Salcano Sakarya BB Team             |
| 11-16 | Volta a Hongria                                                   | Hongria       | 2.1  | Krists Neilands       | Israel Cycling Academy              |
| 12    | Bursa Yildirim Bayezit Race                                       | Turquia       | 1.2  | Mustafa Sayar         | Salcano Sakarya BB Team             |
| 12-16 | Volta a Bèlgica                                                   | Bèlgica       | 2.HC | Remco Evenepoel       | Deceuninck-Quick Step               |
| 13    | Gran Premi del cantó d'Argòvia                                    | Suïssa        | 1.HC | Alexander Kristoff    | UAE Team Emirates                   |
| 13-16 | Ronda de l'Oise                                                   | França        | 2.2  | Anthony Maldonado     | Saint Michel-Auber 93               |
| 13-16 | Volta a l'Alta Àustria                                            | Àustria       | 2.2  | Jannik Steimle        | Vorarlberg-Santic                   |
| 13-23 | Giro Ciclistico d'Itàlia                                          | Itàlia        | 2.2U | Andrés Camilo Ardila  | EPM                                 |
| 14-16 | Małopolski Wyścig Górski                                          | Polònia       | 2.2  | Adam Stachowiak       | Voster ATS                          |
| 16    | Midden-Brabant Poort Omloop                                       | Països Baixos | 1.2  | Arvid de Kleijn       | Metec-TKH-Mantel                    |
| 17    | Mont Ventoux Dénivelé Challenge                                   | França        | 1.1  | Jesús Herrada         | Cofidis                             |
| 19-23 | Volta a Eslovènia                                                 | Eslovènia     | 2.HC | Diego Ulissi          | UAE Emirates                        |
| 19-23 | Ster ZLM Toer                                                     | Països Baixos | 2.1  | Mike Teunissen        | Team Jumbo-Visma                    |
| 20-23 | Tour de Savoia Mont Blanc                                         | França        | 2.2  | Chris Harper          | BridgeLane                          |
| 20-23 | Ruta d'Occitània-La Dépêche du Midi                               | França        | 2.1  | Alejandro Valverde    | Movistar                            |
| 21    | Dwars door het Hageland                                           | Bèlgica       | 1.1  | Kenneth Vanbilsen     | Cofidis                             |
| 22    | Fletxa de Heist                                                   | Bèlgica       | 1.1  | Álvaro Hodeg          | Deceuninck-Quick Step               |
| 22    | Gran Premi Doliny Baryczy migród-Memoria Grundmanna i Wizowskiego | Polònia       | 1.2  | Sylwester Janiszewski | Voster ATS                          |
| 23    | Korona Kocich Gór                                                 | Polònia       | 1.2  | Patryk Stosz          | CCC Development Team                |
| 23    | Bruges Cycling Classic                                            | Bèlgica       | 1.1  | Tim Merlier           | Corendon-Circus                     |
| 26    | Internationale Wielertrofee Jong Maar Moedig I.W.T.               | Bèlgica       | 1.2  | Julien Van Den Brande | Tarteletto-Isorex                   |
| 26    | Halle-Ingooigem                                                   | Bèlgica       | 1.1  | Dries De Bondt        | Corendon-Circus                     |

### Juliol
| Data  | Cursa                                       | País     | Cat. | Vencedor               | Equip                              |
| ----- | ------------------------------------------- | -------- | ---- | ---------------------- | ---------------------------------- |
| 2     | Trofeu Ciutat de Brescia                    | Itàlia   | 1.2  | Daniel Smarzaro        | ASD Bottoli General Store-Essegibi |
| 2-6   | Cursa de Solidarność i els Atletes Olímpics | Polònia  | 2.2  | Norman Vahtra          | Cycling Tartu                      |
| 3-7   | Sibiu Cycling Tour                          | Romania  | 2.1  | Kevin Rivera           | Androni Giocattoli-Sidermec        |
| 6-7   | In The Steps of Romans                      | Bulgària | 2.2  | Polychronis Tzortzakis | Tarteletto-Isorex                  |
| 6-12  | Volta a Àustria                             | Àustria  | 2.1  | Ben Hermans            | Israel Cycling Academy             |
| 11-14 | Trofeu Joaquim Agostinho                    | Portugal | 2.2  | Henrique Casimiro      | Efapel                             |
| 14    | Giro del Medio Brenta                       | Itàlia   | 1.2  | Simone Ravanelli       | Biesse Carrera                     |
| 16-21 | Giro de la Vall d'Aosta                     | Itàlia   | 2.2U | Mauri Vansevenant      | EFC- L&R-Vulsteke                  |
| 20    | V4 Special Series Debrecen-Ibrany           | Hongria  | 1.2  | János Pelikán          | Pannon Cycling Team                |
| 23-28 | Adriatica Ionica Race                       | Itàlia   | 2.1  | Mark Padun             | Bahrain-Merida                     |
| 24    | Dookola Mazowsza                            | Polònia  | 1.2  | Stanislaw Aniolkowski  | CCC Development Team               |
| 25    | Gran Premi Pino Cerami                      | Bèlgica  | 1.1  | Bryan Coquard          | Vital Concept-B&B Hotels           |
| 25    | Clàssica d'Ordizia                          | Espanya  | 1.1  | Rafael Valls           | Team Movistar                      |
| 26-28 | Tour de Kosovo                              | Kosovo   | 2.2  | Charalampos Kastrantas | Brunei Continental Cycling Team    |
| 27-31 | Tour de Valònia                             | Bèlgica  | 2.HC | Loïc Vliegen           | Wanty-Groupe Gobert                |
| 28    | Gran Premi de la vila de Pérenchies         | França   | 1.2  | Jens Reynders          | Wallonie-Bruxelles                 |
| 31    | Circuit de Getxo                            | Espanya  | 1.1  | Jon Aberasturi         | Caja Rural-Seguros RGA             |
| 31-4  | Tour d'Alsàcia                              | França   | 2.2  | Thomas Pidcock         | Wiggins Le Col                     |
| 31-11 | Volta a Portugal                            | Portugal | 2.1  | João Rodrigues         | W52-FC Porto                       |

### Agost
| Data  | Cursa                                  | País          | Cat. | Vencedor           | Equip                          |
| ----- | -------------------------------------- | ------------- | ---- | ------------------ | ------------------------------ |
| 3     | Hansa Bygg Kalmar Grand Prix Road Race | Suècia        | 1.2  | Norman Vahtra      | Cycling Tartu                  |
| 3-5   | Kreiz Breizh Elites                    | França        | 2.2  | Mathijs Paasschens | Wallonie-Bruxelles             |
| 4     | GP Kranj                               | Eslovènia     | 1.2  | Marko Kump         | Adria Mobil                    |
| 6-10  | Tour de Szeklerland                    | Romania       | 2.2  | Jonas Rapp         | Team Hrinkow Advarics Cycleang |
| 11    | Slag om Norg                           | Països Baixos | 1.1  | Coen Vermeltfoort  | Alecto                         |
| 11    | Gran Premi de Poggiana                 | Itàlia        | 1.2U | Fabio Mazzucco     | Sangemini-MG.Kvis-Vega         |
| 11    | Fletxa del port d'Anvers               | Bèlgica       | 1.2  | Tibo Nevens        | Home Solution-Soenens          |
| 13-17 | Volta a Burgos                         | Espanya       | 2.HC | Iván Sosa          | Team Ineos                     |
| 15    | Copa del Ministeri de Defensa          | Polònia       | 1.2  | Norman Vahtra      | Tartu                          |
| 15-18 | Czech Cycling Tour                     | Txèquia       | 2.1  | Daryl Impey        | Mitchelton-Scott               |
| 15-18 | Arctic Race of Norway                  | Noruega       | 2.HC | Alexey Lutsenko    | Astana                         |
| 16    | Gran Premi Capodarco                   | Itàlia        | 1.2U | Filippo Zana       | Sangemini                      |
| 17    | Memorial Henryka Lasaka                | Polònia       | 1.2  | Norman Vahtra      | Tartu                          |
| 18    | Fyen Rundt                             | Dinamarca     | 1.1  | Rasmus Quaade      | Riwal                          |
| 18    | Polynormande                           | França        | 1.1  | Benoît Cosnefroy   | AG2R La Mondiale               |
| 18    | Copa dels Carpats                      | Polònia       | 1.2  | John Mandrysch     | P&S Metalltechnik              |
| 20    | Gran Premi de la vila de Zottegem      | Bèlgica       | 1.1  | Piotr Havik        | BEAT                           |
| 20    | Gran Premi dels Marbrers               | França        | 1.2  | Damien Clayton     | Ribble                         |
| 21    | Veenendaal-Veenendaal Classic          | Països Baixos | 1.1  | Zakkari Dempster   | Israel Cycling Academy         |
| 21-24 | Tour del Llemosí                       | França        | 2.1  | Benoit Cosnefroy   | AG2R La Mondiale               |
| 21-25 | Volta a Dinamarca                      | Dinamarca     | 2.HC | Niklas Larsen      | ColoQuick                      |
| 25    | Copa Sels                              | Bèlgica       | 1.1  | Attilio Viviani    | Cofidis                        |
| 27-30 | Tour de Poitou-Charentes               | França        | 2.1  | Christophe Laporte | Cofidis                        |
| 28    | Druivenkoers Overijse                  | Bèlgica       | 1.1  | Arvid de Kleijn    | Metec-TKH-Mantel               |
| 29-1  | Volta a Alemanya                       | Alemanya      | 2.HC | Jasper Stuyven     | Trek-Segafredo                 |
| 30    | Great War Remembrance Race             | Bèlgica       | 1.1  | Anulada            | Anulada                        |
| 31    | Circuit Mandel-Lys-Escaut Meulebeke    | Bèlgica       | 1.1  | Niccolò Bonifazio  | Total Direct Énergie           |

### Setembre
| Data  | Cursa                                                    | País          | Cat. | Vencedor                                    | Equip                               |
| ----- | -------------------------------------------------------- | ------------- | ---- | ------------------------------------------- | ----------------------------------- |
| 1     | Ronde van Midden-Nederland                               | Països Baixos | 1.2  | Suspesa                                     | Suspesa                             |
| 1     | Croàcia-Eslovènia                                        | Eslovènia     | 1.2  | Marko Kump                                  | Adria Mobil                         |
| 1     | Grand Prix International de la ville de Nogent-sur-Oise  | França        | 1.2  | Emiel Vermeulen                             | Natura4Ever-Roubaix-Lille Métropole |
| 1     | Gran Premi Jef Scherens                                  | Bèlgica       | 1.1  | Niccolò Bonifazio                           | Total Direct Énergie                |
| 4-8   | Okolo Jižních Čech/Tour of South Bohemia                 | Txèquia       | 2.2  | Suspesa                                     | Suspesa                             |
| 5-7   | Giro del Friül-Venècia Júlia                             | Itàlia        | 2.2  | Clément Champoussin                         | Chambéry Cyclisme Compétition       |
| 6     | Gran Premi Velo Erciyes                                  | Turquia       | 1.2  | Onur Balkan                                 | Torku Şekerspor                     |
| 6     | Hafjell TT                                               | Noruega       | 1.2  | Mikkel Bjerg                                | Hagens Berman-Axeon                 |
| 7     | Lillehammer GP                                           | Noruega       | 1.2  | Niklas Larsen                               | ColoQuick                           |
| 7     | Brussels Cycling Classic                                 | Bèlgica       | 1.HC | Caleb Ewan                                  | Lotto-Soudal                        |
| 7-8   | Tour d'Anatòlia Central                                  | Turquia       | 2.2  | Ahmet Örken                                 | Salcano Sakarya Büyükşehir          |
| 7-14  | Volta a la Gran Bretanya                                 | Regne Unit    | 2.HC | Mathieu van der Poel                        | Corendon-Circus                     |
| 8     | Antwerp Port Epic                                        | Bèlgica       | 1.1  | Aimé De Gendt                               | Wanty-Groupe Gobert                 |
| 8     | Gran Premi de Fourmies                                   | França        | 1.HC | Pascal Ackermann                            | Bora-Hansgrohe                      |
| 8     | Gylne Gutuer                                             | Noruega       | 1.2  | Kristoffer Skjerping                        | Uno-X Norwegian Development Team    |
| 8     | Chrono Champenois Masculin International                 | França        | 1.2  | Mikkel Bjerg                                | Hagens Berman-Axeon                 |
| 11-15 | Volta a Romania                                          | Romania       | 2.1  | Alex Molenaar                               | Monkey Town-A Bloc                  |
| 14    | Fletxa costanera                                         | Bèlgica       | 1.2  | Bas van der Kooij                           | Monkey Town-A Bloc                  |
| 14    | Copa Agostoni-Giro delle Brianze                         | Itàlia        | 1.1  | Aleksandr Riabushenko                       | UAE Team Emirates                   |
| 15    | Internationale Raiffeisen Grand Prix Gratwein-Straßengel | Àustria       | 1.2  | Maciej Paterski                             | Wibatech Merx 7R                    |
| 15    | Copa Bernocchi-GP BPM                                    | Itàlia        | 1.1  | Phil Bauhaus                                | Bahrain-Merida                      |
| 15    | Tour de Doubs                                            | França        | 1.1  | Stefan Küng                                 | Groupama-FDJ                        |
| 15    | Duo Normand                                              | França        | 1.1  | Mathias Norsgaard · Rasmus Christian Quaade | Riwal Readynez                      |
| 18    | Giro de la Toscana-Memorial Alfredo Martini              | Itàlia        | 2.1  | Giovanni Visconti                           | Neri Sottoli-Selle Italia-KTM       |
| 18    | Gran Premi de Valònia                                    | Bèlgica       | 1.1  | Krists Neilands                             | Israel Cycling Academy              |
| 18-21 | Volta a Eslovàquia                                       | Eslovàquia    | 2.1  | Yves Lampaert                               | Deceuninck-Quick Step               |
| 19    | Copa Sabatini                                            | Itàlia        | 1.1  | Alexey Lutsenko                             | Team Astana                         |
| 20    | Gran Premi Erciyes                                       | Turquia       | 1.2  | Nikolai Shumov                              | Minsk CC                            |
| 20    | Campionat de Flandes                                     | Bèlgica       | 1.1  | Jannik Steimle                              | Vorarlberg-Santic                   |
| 21    | Primus Classic                                           | Bèlgica       | 1.HC | Edward Theuns                               | Trek-Segafredo                      |
| 21    | Memorial Marco Pantani                                   | Itàlia        | 1.1  | Alexey Lutsenko                             | Team Astana                         |
| 21-22 | Tour de Kayseri                                          | Turquia       | 2.2  | Onur Balkan                                 | Torku Şekerspor                     |
| 22    | Gooikse Pijl                                             | Bèlgica       | 1.1  | Pascal Ackermann                            | Bora-Hansgrohe                      |
| 22    | Trofeu Matteotti                                         | Itàlia        | 1.1  | Matteo Trentin                              | Itàlia                              |
| 22    | Grand Prix d'Isbergues-Pas de Calais                     | França        | 1.1  | Mads Pedersen                               | Trek-Segafredo                      |
| 24    | Ruota d'Oro-GP Festa del Perdono                         | Itàlia        | 1.2U | Nicola Venchiarutti                         | Friül                               |
| 25    | Circuit de Houtland                                      | Bèlgica       | 1.1  | Max Walscheid                               | Team Sunweb                         |
| 27-29 | Tour de Mevlana                                          | Turquia       | 2.2  | Batuhan Özgür                               | Torku Şekerspor                     |
| 29    | París-Chauny                                             | França        | 1.1  | Anthony Turgis                              | Total Direct Énergie                |

### Octubre
| Data | Cursa                                             | País          | Cat. | Vencedor          | Equip                    |
| ---- | ------------------------------------------------- | ------------- | ---- | ----------------- | ------------------------ |
| 1-6  | Volta a Croàcia                                   | Croàcia       | 2.1  | Adam Yates        | Mitchelton-Scott         |
| 3    | Tour de Münster                                   | Alemanya      | 1.HC | Álvaro Hodeg      | Deceuninck-Quick Step    |
| 5    | Eurométropole Tour                                | Bèlgica       | 1.HC | Piet Allegaert    | Sport Vlaanderen-Baloise |
| 5    | Giro d'Emília                                     | Itàlia        | 1.HC | Primož Roglič     | Team Jumbo-Visma         |
| 6    | Piccolo Giro di Lombardia                         | Itàlia        | 1.2U | Andrea Bagioli    | Colpack                  |
| 6    | Tour de Vendée                                    | França        | 1.1  | Marc Sarreau      | Groupama-FDJ             |
| 6    | Famenne Ardenne Classic                           | Bèlgica       | 1.1  | Dimitri Claeys    | Cofidis                  |
| 6    | Gran Premi Bruno Beghelli                         | Itàlia        | 1.HC | Sonny Colbrelli   | Bahrain-Merida           |
| 8    | Binche-Chimay-Binche/Mémorial Frank Vandenbroucke | Bèlgica       | 1.1  | Tom Van Asbroeck  | Israel Cycling Academy   |
| 8    | Tre Valli Varesine                                | Itàlia        | 1.HC | Primož Roglič     | Team Jumbo-Visma         |
| 9    | Milà-Torí                                         | Itàlia        | 1.HC | Michael Woods     | EF Education First       |
| 10   | Giro del Piemont                                  | Itàlia        | 1.HC | Egan Bernal       | Team Ineos               |
| 10   | París-Bourges                                     | França        | 1.1  | Marc Sarreau      | Groupama-FDJ             |
| 12   | Tacx Pro Classic/Ronde van Zeeland                | Països Baixos | 1.1  | Dylan Groenewegen | Team Jumbo-Visma         |
| 12   | Fatih Sultan Mehmet Edirne Race                   | Turquia       | 1.2  | Onur Balkan       | Turquia                  |
| 13   | París-Tours                                       | França        | 1.HC | Jelle Wallays     | Lotto-Soudal             |
| 13   | Memorial Rik Van Steenbergen/Kempen Classic       | Bèlgica       | 1.1  | Dries De Bondt    | Corendon-Circus          |
| 13   | Fatih Sultan Mehmet Kirklareli Race               | Turquia       | 1.2  | Ahmet Örken       | Turquia                  |
| 20   | Crono de les Nacions                              | França        | 1.1  | Jos van Emden     | Team Jumbo-Visma         |

## Classificacions
- Nota: classificacions definitives a 22 d'octubre.[7][8]

### Classificació individual
Està formada per tots els ciclistes que han sumat punts. Poden pertànyer tant a equips amateurs com a equips professionals, inclosos UCI WorldTeams.
| #  | Ciclista           | Equip                 | Punts    |
| -- | ------------------ | --------------------- | -------- |
| 1  | Primož Roglič      | Team Jumbo-Visma      | 4.705,28 |
| 2  | Julian Alaphilippe | Deceuninck-Quick Step | 3.569,95 |
| 3  | Jakob Fuglsang     | Astana Pro Team       | 3.472,5  |
| 4  | Alejandro Valverde | Movistar Team         | 3.297    |
| 5  | Greg Van Avermaet  | CCC Team              | 2.947,33 |
| 6  | Pascal Ackermann   | Bora-Hansgrohe        | 2.538    |
| 7  | Alexander Kristoff | UAE Team Emirates     | 2.484,5  |
| 8  | Elia Viviani       | Deceuninck-Quick Step | 2.392,12 |
| 9  | Peter Sagan        | Bora-Hansgrohe        | 2.232    |
| 10 | Bauke Mollema      | Trek-Segafredo        | 2.220    |

* : Ciclista menor de anys

### Classificació per equips
Es calcula amb la suma dels punts obtinguts pels 8 millors ciclistes de cada equip (excepte els WorldTeams) a la classificació individual. La classificació també inclou equips no registrats al continent.
| #  | Equip                         | Punts    |
| -- | ----------------------------- | -------- |
| 1  | Total Direct Énergie          | 5.152,67 |
| 2  | Wanty-Gobert                  | 5.086    |
| 3  | Corendon-Circus               | 4.898    |
| 4  | Israel Cycling Academy        | 4.849,2  |
| 5  | Cofidis                       | 4.644    |
| 6  | Androni Giocattoli-Sidermec   | 3.681    |
| 7  | Wallonie-Bruxelles            | 3.065    |
| 8  | Vital Concept-B&B Hotels      | 2.780,34 |
| 9  | Arkéa-Samsic                  | 2.769    |
| 10 | Neri Sottoli-Selle Italia-KTM | 2.551    |

| #   | País          | Punts     |
| --- | ------------- | --------- |
| 1   | Bèlgica       | 13.491,09 |
| 2.° | Itàlia        | 11.747,48 |
| 3   | Països Baixos | 11.388,14 |
| 4   | França        | 10.909,95 |
| 5   | Espanya       | 10.039,62 |
| 6   | Eslovènia     | 9.521,4   |
| 7   | Alemanya      | 9.373,33  |
| 8   | Dinamarca     | 8.138,19  |
| 9   | Regne Unit    | 6.158,32  |
| 10  | Noruega       | 5.827,59  |

| #  | País          | Punts    |
| -- | ------------- | -------- |
| 1  | Bèlgica       | 3.590,75 |
| 2  | Eslovènia     | 2.364,66 |
| 3  | Dinamarca     | 2.042,16 |
| 4  | Itàlia        | 1.886,2  |
| 5  | Suïssa        | 1.784,6  |
| 6  | Rússia        | 846      |
| 7  | Països Baixos | 843      |
| 8  | França        | 818      |
| 9  | Noruega       | 740.46   |
| 10 | Regne Unit    | 717.71   |